# Paul Bosch

a Compétitions nationales et continentales officielles uniquement.

b Matchs officiels uniquement.
Dernière mise à jour le 27 mai 2017.
Paul Wilhelm Bosch, né le 24 septembre 1984 à Pretoria, est un joueur de rugby à XV d'origine sud-africaine, ayant opté pour la nationalité sportive allemande, évoluant au poste de centre. Il joue au sein de l'effectif de l'US Nevers depuis 2013.

## Biographie
Paul Bosch débute avec la Western Province en Currie Cup en 2009 contre les Sharks. De 2011 à 2013, il joue pour Montpellier en Top 14 puis il rejoint l'US Nevers à l'automne 2013. Le 14 février 2015, il porte le maillot de l'Allemagne lors du match contre la Russie lors du Championnat européen des nations,.